# V steklu reke
V steklu reke - balet reke v štirih letnih časih je slovenski kratki eksperimentalno dokumentarni video iz leta 1997, ki ga je o reki Soči ustvaril Andrej Zdravič.
Del materiala si deli z Zdravičevo video instalacijo Skrivnosti Soče - Časovno obzorje. Video je bil premierno predstavljen 21. junija 1997 na dvorišču Ljubljanskega gradu. Nastajal je prejšnja štiri leta.

## Ekipa
- režija, fotografija, montaža in zvok: Andrej Zdravič

## Nagrade
- Festival slovenskega filma 1998: nagrada za najboljši umetniški video[2]
- 1999: nagrada Prešernovega sklada[3]

## Izdaje na nosilcih
- V steklu reke : balet reke v štirih letnih časih. videokaseta. Ljubljana : Antara, 1997
- V steklu reke : balet reke v štirih letnih časih. video DVD. Ljubljana: Antara, 2017